# Bengt Carl Bergman
Bengt Carl Bergman, född 25 juli 1805 i Svenljunga församling, Älvsborgs län, död 11 oktober 1878 i Linköpings församling, Östergötlands län, var en svensk ämbetsman.

## Biografi
Bengt Carl Bergman föddes 1805 i Svenljunga församling. Han var från 1844 till 1851 polismästare i Stockholm. Han utsågs till landshövding i Älvsborgs län 3 februari 1851 och avgick från denna tjänst 1858. Han var postmästare i Linköping från 21 oktober 1864 till sin död. Bergman avled 1878 i Linköpings församling.
Han blev riddare av Nordstjärneorden och av Vasaorden.

### Familj
Bergman gifte sig 1864 Johanna Wilhelmina Melander (1808–1879).